# Ropka
Ropka (Ripka) – potok, lewobrzeżny dopływ Ropy o długości 3,8 km. Płynie w Beskidzie Niskim.